# Száva János (tervezőmérnök)
Száva János (Csíkszereda, 1949. január 21. –) erdélyi magyar tervezőmérnök, műszaki szakíró, egyetemi tanár.

## Életútja, munkássága
Az erdélyi örmény Száva család leszármazottja. 
Középiskoláit Csíkszeredában végezte (1967), majd autómérnöki diplomát szerzett a brassói Műszaki Egyetemen (1972). Ezt követően 1975-ig tervezőmérnök a brassói Autó- és Traktoralkatrész-tervező és Kutató Intézetben, 1975-től a Műszaki Egyetemen tanársegéd, 1981-től adjunktus, 1994-től egyetemi docens, 2000-től egyetemi tanár a brassói Transilvania Egyetem Mechanikai Karán, ahol a Szilárdságtan és Lengéstan Tanszéken ad elő. 1993-ban doktorált, disszertációjában a motorblokkok merevségi problémáival foglalkozott, először alkalmazva e célra az országban a holografikus interferometriát. 2001-től doktorátusvezető is. 1999-től szerkesztőbizottsági tagja a wrocławi egyetem gondozásában megjelenő Acta of Bioengineering and Biomechanics c. folyóiratnak.
Több mint 25 éve a műszaki mechanika kísérleti módszereit (főképp a holografikus interferometriát, valamint az elektrotenzométeres módszert) alkalmazza gépelemek, faalapú anyagok, ill. emberi csontok feszültség- és alakváltozásainak kiértékelésénél.

## Egyetemi tankönyvei
- Metode experimentale în dinamica structurilor mecanice. I–II. (I. Curtuval és V. Ciofoaiával, Brassó, 2000–2001)
- Vibraţii mecanice (I. Curtuval és V. Ciofoaiával, Brassó, 2007)
- Rezistenţa materialelor (Brassó, 2007)